# LaB LIFe
LaB LIFe（ラブライフ）は、日本のテクノポップ・音楽ユニット。1994年から2000年まで活動。

## メンバー
- 大谷 友介（おおや ゆうすけ）
- 大舘 健一（おおだて けんいち）

## 概要
- 1994年、大谷友介と大舘健一によって結成。
- 1997年、インディーズ・レーベル「π」からミニ・アルバム『食卓の花』でデビュー。
- 1998年、メジャー・デビュー・シングル「ホーム＊ルーム」を、当時のEpic/Sony Records内包レーベル・NeOSITEから3月1日に発表。メジャー・デビュー・アルバム『PLANET HEADPHONE』を同年10月1日に発表。
- 1999年、2ndアルバム『WORLD'S END』を発表。
- 2000年、浜崎あゆみ『ayu-mi-x II version JPN』収録「too late(LaB LIFe Remix)」をLaB LIFe名義最後の作品としてリリース。その後解散。
- 解散後、大谷は「オオヤユウスケ」名義も使用しながら、柏原譲と「Polaris」、原田郁子・永積タカシ（ハナレグミ）と「ohana」結成の他、「SPENCER」としてソロ活動を行う。

## 作品

### シングル
1. ホーム＊ルーム（1998年3月1日）[1]
2. ステレオ（1998年6月20日）[2]
3. エレクトリック（1998年9月9日）[3]
4. WORLD WIDE LOVE SONG（1999年2月27日）[4]
5. SKY LOVE（1999年6月19日）[5]

### アルバム
1. 食卓の花
2. PLANET HEADPHONE（1998年10月1日）[6]
3. WORLD'S END（1999年7月23日）[7]

### 映像作品
1. PLANET VHS
2. WORLD WIDE VHS